# Tripartiet Overleg
Het Tripartiet Overleg (TO) is sinds 2011 een Surinaams overlegorgaan tussen de regering, werkgevers en werknemers.
Begin jaren 2020 bestaat het uit de minister van Financiën en Planning, een ministerieel voorzitter en secretaris, drie vertegenwoordigers van de vakbeweging, drie uit het bedrijfsleven en een uit de Kamer van Koophandel en Fabrieken (KKF).
De Sociaal-Economische Raad (SER), met vertegenwoordigers uit dezelfde maatschappelijke groepen,  is daarnaast blijven bestaan. Het verschil is dat de SER zich richt op grotere vraagstukken en het TO op actuele kwesties.

## Geschiedenis
Het overlegorgaan was in 2011 geen hamerstuk. Vooral de deelname van de KKF, in Suriname een overheidsinstantie, was de Vereniging Surinaams Bedrijfsleven (VSB) een doorn in het oog. De installatie van het Tripartiet Overleg vond op 23 maart 2011 plaats, inclusief de KKF en zonder de VSB. Hiermee verloor de SVB niet het contact met de regering, omdat het gesprek nog wel gevoerd werd via het Suriname Business Forum (SBF). Tussen oktober 2012 en januari 2013 sloot de SVB zich uiteindelijk alsnog aan.